# Seegatt
Ein Seegatt (auch Seegat, Verkleinerungsform Gatje) ist eine Strömungsrinne, die durch die ständig hin und her strömenden Wassermassen, meist wegen der Gezeiten, erodiert. Es ist meist ein relativ schmaler – aber tiefer (bis zu 30 Meter) – Durchlass zwischen Landmassen (Inseln und Halbinseln) oder flachen Stellen im Wattenmeer sowie „weniger tief“ an Lagunenküsten auch ohne Tidenhub. Der Name leitet sich aus dem niederdeutschen und niederländischen Wort Gat = Loch ab und ist auch Bestandteil des Kattegat. Das Wort ist mit hochdeutsch Gasse und englisch gate verwandt, die alle auf eine Grundbedeutung „Durchlass“ zurückgehen.
Durch die vergleichsweise großen Wassermassen, die ziemlich schnell durch die verengte Stelle des Seegatts strömen, kommt es hier zu einer starken Erosion, die sowohl zu einer Vertiefung gegenüber dem restlichen Meeresboden führt als auch die benachbarten Inseln gefährdet. Wenn mit dem Ebbstrom die Wassermassen aus den Watten hinter den Inseln wieder auf die offene See drängen, laufen sie wieder schnell durch das enge Seegatt. Dann aber tut sich die Weite der offenen See auf und die Wassermassen verlieren durch ihre flächenmäßige Ausbreitung an Geschwindigkeit. Dadurch setzen sich in diesem seeseitigen Bereich die mitgeführten Partikel von Sand und Schlick ab und bilden dort das Ebbdelta mit den flachsten Stellen zwischen den Inseln. Diese Sandbänke werden oft Plate genannt. Dort, wo das Gatten-Fahrwasser über diese oft in einem Bogen zwischen den Inseln verlaufende flache Linie verläuft, liegt die sogenannte Barre. Sie ist für die Schifffahrt die flachste Stelle des Seegatts, gleichzeitig ist sie auch die tiefste Stelle der flachsten Verbindung zwischen den Inseln. Ganz ähnlich bildet sich landseitig das Flutdelta.
In den deutschen Seegatten wird vom Wasserstraßen- und Schifffahrtsamt (WSA) meist ein Schifffahrtsweg auf die offene See gekennzeichnet.
Der Bereich der flachen Barre, die sich im seeseitigen Bereich des Gatts befindet, ist dabei die gefährlichste Stelle, hier ist mit Stromkabbelung und, besonders bei Strom gegen Wind, sehr gefährlichen Grundseen zu rechnen. In ein Seegatt sollten Sportboote bei höherem auflandigem Seegang nur mit dem Flutstrom einlaufen und es ab einer Windstärke von 5 Bft (je nach Quelle auch ab 6 Bft) gar nicht befahren. Wenn eine deutliche Strömung entgegen der Windrichtung auftritt, sollte ein Seegatt ab Windstärke 4 Bft von ihnen nicht mehr befahren werden. Das gilt auch, wenn aufgrund eines vorherigen Starkwinds oder Sturms noch eine Dünung zu erwarten ist, der Wind aber schon abgeflaut ist.
Auch Durchlässe zwischen inneren und äußeren Küstengewässern, etwa an den Enden der Nehrungen, der Haffe oder im Bereich der Boddenküste, werden als Seegatt bezeichnet.